# Stadion KAMAZ w Nabierieżnych Czełnach
Stadion KAMAZ – wielofunkcyjny stadion w Nabierieżnych Czełnach, w Rosji. Obiekt może pomieścić 10 000 widzów. Został otwarty w 1976 roku. Swoje mecze rozgrywa na nim drużyna KAMAZ Nabierieżnyje Czełny.